# Estación radioastronómica de Medicina
La estación radioastronómica de Medicina es un observatorio astronómico situado en Medicina, a unos 30 km de Bolonia, y está gestionado por el INAF (Istituto Nazionale di Astrofisica).
Actualmente la estación está formada por dos radiotelescopios: 
- La "Cruz del Norte".
- Una antena parabólica de 32 metros de diámetro.

## Historia
La construcción de la Cruz del Norte (Croce del Nord en italiano) se inició en el verano de 1963 y fue inaugurada en octubre de 1964.
En 1983 se instaló la antena parabólica VLBI de 32 metros de diámetro.

## Radiotelescopios

### "Cruz del Norte"

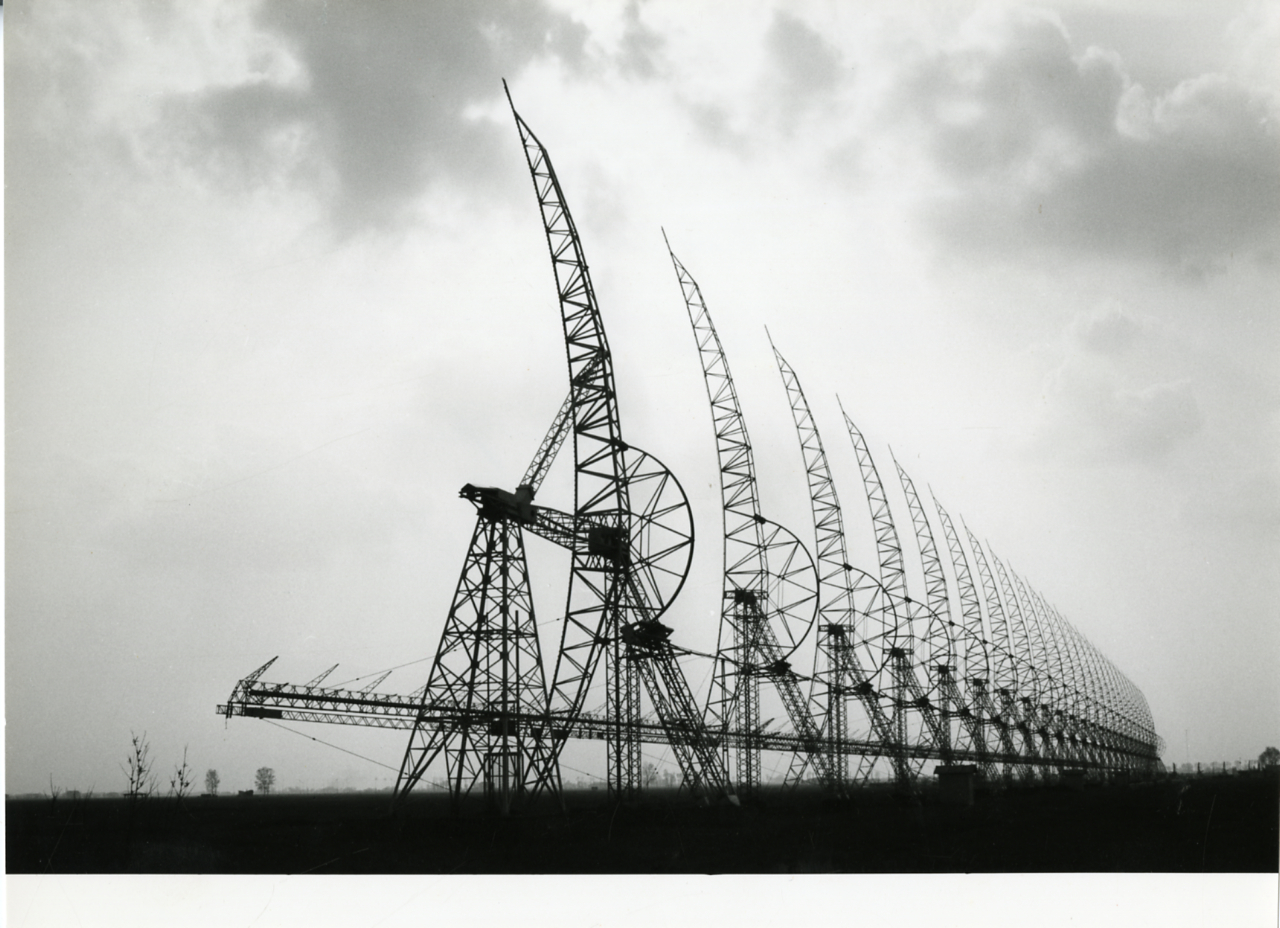
La Cruz del Norte. Foto de Paolo Monti, 1974

La "Cruz del Norte" fue el primer radiotelescopio construido en Italia y además se trata de uno de los más grandes radiotelescopios de tránsito que existen en el mundo. La "Cruz" está formada por dos brazos perpendiculares de antenas: uno en la dirección este-oeste de 564 metros de longitud y otro en la dirección norte-sur de 640 metros, proporcionando así un área de recolección equivalente de unos 30 000 m². Trabaja sobre la frecuencia de 408 MHz con un ancho de banda de 2,5 MHz. 
El brazo E-O es una enorme antena individual con un espejo primario cilíndrico-parabólico. Mide 564 metros de longitud y 35 metros de ancho. La línea focal está situada 20 metros por encima del eje de rotación de la antena. Alineados en la línea focal hay 1536 dipolos que distan entre sí 36 centímetros. 
El brazo N-S es una matriz lineal de 64 antenas. Cada antena tiene una forma cilíndrica-parabólica y su apertura es de 23,5 metros de largo y 8 metros de ancho. Las antenas distan entre sí 10 metros.
Al ser un radiotelescopio de tránsito solo es orientable en declinación con lo que se puede observar fuentes de radio celestes solamente cuando cruzan el meridiano local.

### Antena parabólica
La antena parabólica de 32 metros de diámetro trabaja en el rango de frecuencias entre 1,4 y 26,5 GHz. Se usa como estación VLBI para realizar observaciones interferométricas o también para realizar observaciones astronómicas en solitario.